# Elachista triatomea
Elachista triatomea là một loài bướm đêm thuộc họ Elachistidae. Nó được tìm thấy ở Ireland, Đảo Anh, Fennoscandia, Đan Mạch, Đức, Áo, Cộng hòa Séc, Hungary và România.
Sải cánh dài 8–9 mm. Con trưởng thành bay từ tháng 6 đến tháng 7.
The larvae mine blades of Festuca species, bao gồm Festuca ovina, Festuca rubra và Festuca tenuifolia.